# ラブノベルズ
ラブノベルズはリーフ出版の関連会社である雄飛から2002年1月に発足したノベルズレーベル。

## 概要
雄飛の既存レーベルであるiノベルズがボーイズラブを扱っていたのに対し、ラブノベルズは女性と男性の恋愛を題材とした、一種の少女小説レーベルであった。しかしその内容は性交を含む性的表現を交えた、いわゆるティーンズラブ的な要素を加えたものだった。
前述のiノベルズや、親会社であるリーフ出版のリーフノベルズのように月二冊新刊を刊行していたが、2002年6月の新刊を最後に消滅した。

## 主な作品一覧
- シンデレラ・パニック（悠木みもざ）
- 生徒会長のお気に入り（雪村綾乃）
- ラブ・モーション（浜崎みゅう）
- 王子様とエッチな封印（海月流生）
- やさしいかたち（鳴沢和泉）
- 愛のレッスン やさしく愛して（深海千尋）
- 恋愛エキスパート（九里須あかね）
- イノセント・ラブ（南朱里）
- 秘密のセンセイ（桜田亜由美）
- 吐息まじりのキス（三宮みる）
- 魅惑のラブ・ドリーム（緒方礼夢）
- おねぇさまと呼ばないで（あんどう夏）
- ちょっとエッチにロマンスを（海月流生）